# Scogli Coccogliari
Gli scogli Coccogliari, Cucogliar o Cocogliari  (in croato: Kukuljari) sono un gruppo di isolotti disabitati della Croazia situati nel mare Adriatico a sud di Morter. Amministrativamente fanno parte del comune Morter-Incoronate, nella regione di Sebenico e Tenin, e appartengono all'arcipelago di Sebenico. 

## Geografia
Gli scogli si trovano nel mare di Morter (Murtersko more), circa 1,4 km a sud di punta Mortara (rt Murtarić) e di valle San Nicolò (uvala Sv. Nikola):
- Vodegna[5], Vodegno[1] o scoglio Cocogliari[6] (Plitki Kukuljar o Vodnjak), l'isolotto maggiore, ha una superficie di 0,04 km²[7], un'altezza di 16 m[8] s.l.m e uno sviluppo costiero di 0,77 km[7] 43°45′44″N 15°37′25″E;
- Petroso[5] (Visoki Kukuljar o Babuljak), si trova 300 m a est di Vodegna; ha una superficie di 0,025 km²[7], un'altezza di 28 m[8] s.l.m e uno sviluppo costiero di 0,58 km[7]. Il termine croato visoki significa alto, mentre Vodegna è detto plitki, cioè basso 43°45′38″N 15°37′48″E;
- Coccogliari[5] (hrid Kukuljar), situato 230 m a est di Petroso e 1 km[8] a sud di Morter; piccolo e rotondo, ha un segnale luminoso[9]. Ha un'area di 1831 m²[4] 43°45′36″N 15°38′02″E.
- scoglio Calafatini[5] (hrid Kamičić), si trova ad ovest di Vodegna alla distanza di 230 m; è un piccolo scoglio con un'area di 1430 m²[4], non da tutti considerato parte dei Coccogliari 43°45′46″N 15°37′11″E.

### Cartografia
- (HR) Mappa topografica della Croazia 1:25000, su preglednik.arkod.hr. URL consultato il 21 aprile 2017.
- G. Giani, Carta prospettiva delle Comuni censuarie della Dalmazia, foglio 6, 1839. Fondo Miscellanea cartografica catastale, Archivio di Stato di Trieste.
- Carta di cabottaggio del mare Adriatico, foglio VII, Milano, Istituto geografico militare, 1822-1824. URL consultato il 6 gennaio 2017 (archiviato dall'url originale il 13 aprile 2013).